# Haralds Kārlis
Haralds Kārlis, né le 29 avril 1991, à Riga, en Lettonie, est un joueur letton de basket-ball. Il évolue aux postes d'arrière et d'ailier.